# Karijärve (Elva)
Karijärve est une localité de la commune d'Elva, en Estonie.
Au 31 décembre 2011, il compte 56 habitants.